# فلسفه فیزیک حرارتی و آماری

فیزیک حرارتی

فلسفه فیزیک حرارتی و آماری بخشی از فلسفه فیزیک است که موضوع آن ترکیبی از ترمودینامیک کلاسیک، مکانیک آماری و نظریه‌های مرتبط با آن است. پرسش‌های اصلی آن عبارتند از: آنتروپی چیست و قانون دوم ترمودینامیک در مورد آنچه می‌گوید؟ آیا ترمودینامیک یا مکانیک آماری می‌تواند غیرقابل برگشت بودن زمان را اثبات کند؟ اگر چنین است، مکانیک آماری چه چیزی در مورد پیکان زمان به ما می‌گوید؟ ماهیت احتمال که در مکانیک آماری ظاهر می‌شود چیست؟